# Rally di Sardegna 2022
Il Rally di Sardegna 2022, ufficialmente denominato 19º Rally Italia Sardegna, è stata la quinta prova del campionato del mondo rally 2022 nonché la diciannovesima edizione del Rally di Sardegna e la diciottesima con valenza mondiale. 

## Riepilogo
La manifestazione si è svolta dal 2 al 5 giugno sugli sterrati che attraversano i territori della provincia di Sassari, nel nord dell'isola, con la sede che ritornò ad essere Alghero  dopo che nell'edizione 2021 venne spostata a Olbia, città che rimase tuttavia sede della prima prova speciale anche nel 2022, e il parco assistenza per i concorrenti allestito lungo una banchina del porto.
L'evento è stato vinto dall'estone Ott Tänak, navigato dal connazionale Martin Järveoja, al volante di una Hyundai i20 N Rally1 della scuderia Hyundai Shell Mobis WRT, seguiti dalla coppia irlandese formata da Craig Breen e Paul Nagle, su una Ford Puma Rally1 del team M-Sport Ford WRT, e dal binomio spagnolo composto da Dani Sordo e Cándido Carrera, compagni di squadra dei vincitori. Hyundai, Tänak e Järveoja conquistarono così il loro primo successo in stagione.
I russi Nikolaj Grjazin e Konstantin Aleksandrov, su Škoda Fabia Rally2 evo della squadra Toksport WRT 2, hanno invece conquistato il loro primo successo nel campionato WRC-2, mentre i cechi Jan Černý e Tomáš Střeska hanno vinto nella serie WRC-3 alla guida di una Ford Fiesta Rally3.

## Dati della prova
| Denominazione ufficiale             | Rally Italia Sardegna                                                   |
| Edizione N°                         | 19                                                                      |
| Tappa N°                            | 5 di 13                                                                 |
| Data manifestazione                 | da giovedì 02/06/2022 a domenica 05/06/2022                             |
| Sede ospitante                      | Alghero (Sardegna, Italia)                                              |
| Sede parco assistenza               | Porto di Alghero                                                        |
| Superficie                          | Sterrato                                                                |
| Direttore di gara                   | Lucio De Mori                                                           |
| Iscritti                            | 60                                                                      |
| Partiti                             | 58                                                                      |
| Arrivati                            | 46 (79,3%)                                                              |
| Prove speciali previste             | 21                                                                      |
| Prove speciali disputate            | 19 (2 cancellate)                                                       |
| Prova più breve                     | 3,23 km (PS1: Olbia - Cabu Abbas)                                       |
| Prova più lunga                     | 24,70 km (PS3 e PS5: Monti di Alà e Buddusò)                            |
| Prova più lenta                     | velocità media di 72,43 km/h (PS10: Tempio Pausania 1)                  |
| Prova più veloce                    | velocità media di 100,00 km/h (PS5: Monti di Alà e Buddusò 2)           |
| Lunghezza prove speciali previste   | 307,91 km                                                               |
| Lunghezza prove speciali disputate  | 280,02 km (21,9% della distanza totale effettiva - cancellati 27,89 km) |
| Lunghezza complessiva trasferimenti | 995,47 km                                                               |
| Distanza totale effettiva           | 1276,29 km                                                              |
| Media oraria del vincitore          | velocità media di 88,0 km/h (280,02 km in 3h10'59"1)                    |

## Itinerario
Novità dell'edizione 2022:
- Alghero tornò ad essere la sede designata del rally dopo che nel 2021 fu Olbia a ospitare l'evento. Prima di ciò Alghero aveva ospitato le otto edizioni precedenti;
- La prova speciale inaugurale da tenersi a Olbia era prevista per l'edizione 2020 ma non fu disputata a causa della pandemia di COVID-19;
- Nella giornata conclusiva di domenica si tornò a gareggiare sulla costa ovest nella classiche prove di Cala Flumini e Sassari - Argentiera a nord di Alghero.

| Frazione           | Prova  | Ora    | Nome                                  | Lunghezza | Totale    |
| ------------------ | ------ | ------ | ------------------------------------- | --------- | --------- |
| Frazione 1 (2 giu) | PS1    | 18:08  | Olbia-Cabu Abbas                      | 3,23 km   | 3,23 km   |
|                    |        |        |                                       |           |           |
| Frazione 2 (3 giu) |        | 05:55  | Cambio gomme – Olbia                  | –         | 133,56 km |
| Frazione 2 (3 giu) | PS2    | 07:01  | Terranova 1                           | 14,19 km  | 133,56 km |
| Frazione 2 (3 giu) | PS3    | 08:01  | Monti di Alà e Buddusò 1              | 24,70 km  | 133,56 km |
| Frazione 2 (3 giu) | PS4    | 09:46  | Terranova 2                           | 14,19 km  | 133,56 km |
| Frazione 2 (3 giu) | PS5    | 10:46  | Monti di Alà e Buddusò 2              | 24,70 km  | 133,56 km |
| Frazione 2 (3 giu) |        | 13:35  | Assistenza – Alghero (40 min)         | –         | 133,56 km |
| Frazione 2 (3 giu) | PS6    | 15:18  | Osilo - Tergu 1                       | 14,63 km  | 133,56 km |
| Frazione 2 (3 giu) | PS7    | 16:01  | Sedini - Castelsardo 1                | 13,26 km  | 133,56 km |
| Frazione 2 (3 giu) | PS8    | 17:48  | Osilo - Tergu 2                       | 14,63 km  | 133,56 km |
| Frazione 2 (3 giu) | PS9    | 18:31  | Sedini - Castelsardo 2                | 13,26 km  | 133,56 km |
| Frazione 2 (3 giu) |        | 20:21  | Assistenza (flexi) – Alghero (45 min) | –         | 133,56 km |
|                    |        |        |                                       |           |           |
| Frazione 3 (4 giu) |        | 05:15  | Assistenza – Alghero (15 min)         | –         | 131,82 km |
| Frazione 3 (4 giu) | PS10   | 07:36  | Tempio Pausania 1                     | 12,03 km  | 131,82 km |
| Frazione 3 (4 giu) | PS11   | 08:36  | Erula - Tula 1                        | 15,27 km  | 131,82 km |
| Frazione 3 (4 giu) | PS12   | 10:31  | Tempio Pausania 2                     | 12,03 km  | 131,82 km |
| Frazione 3 (4 giu) | PS13   | 11:31  | Erula - Tula 2                        | 15,27 km  | 131,82 km |
| Frazione 3 (4 giu) |        | 13:03  | Cambio gomme – Buddusò                | –         | 131,82 km |
| Frazione 3 (4 giu) | PS14   | 13:38  | Coiluna - Loelle 1                    | 21,60 km  | 131,82 km |
| Frazione 3 (4 giu) | PS15   | 14:46  | Monte Lerno di Pattada 1              | 17,01 km  | 131,82 km |
| Frazione 3 (4 giu) | PS16   | 16:08  | Coiluna - Loelle 2                    | 21,60 km  | 131,82 km |
| Frazione 3 (4 giu) | PS17   | 17:16  | Monte Lerno di Pattada 2              | 17,01 km  | 131,82 km |
| Frazione 3 (4 giu) |        | 19:40  | Assistenza (flexi) – Alghero (45 min) | –         | 131,82 km |
|                    |        |        |                                       |           |           |
| Frazione 4 (5 giu) |        | 07:00  | Assistenza – Alghero (15 min)         | –         | 39,30 km  |
| Frazione 4 (5 giu) | PS18   | 08:10  | Cala Flumini 1                        | 12,55 km  | 39,30 km  |
| Frazione 4 (5 giu) | PS19   | 09:08  | Sassari - Argentiera 1                | 7,10 km   | 39,30 km  |
| Frazione 4 (5 giu) | PS20   | 11:00  | Cala Flumini 2                        | 12,55 km  | 39,30 km  |
| Frazione 4 (5 giu) | PS21   | 12:18  | Sassari - Argentiera 1 (power stage)  | 7,10 km   | 39,30 km  |
| Totale             | Totale | Totale | Totale                                | Totale    | 307,91 km |

## Risultati

### Classifica
| Pos.      | Nº       | Pilota              | Co-pilota              | Auto                   | Squadra                    | Classe/Validità | Tempo     | Distacco   | Punti    |
| Generale  | Generale | Generale            | Generale               | Generale               | Generale                   | Generale        | Generale  | Generale   | Generale |
| --------- | -------- | ------------------- | ---------------------- | ---------------------- | -------------------------- | --------------- | --------- | ---------- | -------- |
| 1.        | 8        | Ott Tänak           | Martin Järveoja        | Hyundai i20 N Rally1   | Hyundai Shell Mobis WRT    | WRC             | 3h10'59"1 | –          | 25       |
| 2.        | 42       | Craig Breen         | Paul Nagle             | Ford Puma Rally1       | M-Sport Ford WRT           | WRC             | 3h12'02"3 | +1'03"2    | 18       |
| 3.        | 6        | Dani Sordo          | Cándido Carrera        | Hyundai i20 N Rally1   | Hyundai Shell Mobis WRT    | WRC             | 3h12'32"1 | +1'33"0    | 15       |
| 4.        | 7        | Pierre-Louis Loubet | Vincent Landais        | Ford Puma Rally1       | M-Sport Ford WRT           | WRC             | 3h13'08"5 | +2'09"4    | 12       |
| 5.        | 69       | Kalle Rovanperä     | Jonne Halttunen        | Toyota GR Yaris Rally1 | Toyota Gazoo Racing WRT    | WRC             | 3h14'01"9 | +3'02"8    | 14       |
| 6.        | 18       | Takamoto Katsuta    | Aaron Johnston         | Toyota GR Yaris Rally1 | Toyota Gazoo Racing WRT NG | WRC             | 3h15'01"7 | +4'02"6    | 9        |
| 7.        | 44       | Gus Greensmith      | Jonas Andersson        | Ford Puma Rally1       | M-Sport Ford WRT           | WRC             | 3h16'22"7 | +5'23"6    | 6        |
| 8.        | 21       | Nikolaj Grjazin     | Konstantin Aleksandrov | Škoda Fabia Rally2 evo | Toksport WRT 2             | WRC-2           | 3h18'36"8 | +7'37"7    | 4        |
| 9.        | 28       | Jan Solans          | Rodrigo Sanjuan        | Citroën C3 Rally2      | -                          | WRC-2           | 3h19'04"8 | +8'05"7    | 2        |
| 10.       | 27       | Jari Huttunen       | Mikko Lukka            | Ford Fiesta Rally2     | M-Sport Ford WRT           | WRC-2           | 3h19'09"9 | +8'10"8    | 1        |
| ...       | ...      | ...                 | ...                    | ...                    | ...                        | ...             | ...       | ...        | ...      |
| 40.       | 11       | Elfyn Evans         | Scott Martin           | Toyota GR Yaris Rally1 | Toyota Gazoo Racing WRT    | WRC             | 4h12'21"7 | +1h01'22"6 | 3        |
| 41.       | 11       | Thierry Neuville    | Martijn Wydaeghe       | Hyundai i20 N Rally1   | Hyundai Shell Mobis WRT    | WRC             | 4h14'37"1 | +1h03'38"0 | 5        |
| ...       | ...      | ...                 | ...                    | ...                    | ...                        | ...             | ...       | ...        | ...      |
| 44.       | 4        | Esapekka Lappi      | Janne Ferm             | Toyota GR Yaris Rally1 | Toyota Gazoo Racing WRT    | WRC             | 4h30'44"1 | +1h19'45"0 | 2        |
| WRC-2     |          |                     |                        |                        |                            |                 |           |            |          |
| 1. (8.)   | 21       | Nikolaj Grjazin     | Konstantin Aleksandrov | Škoda Fabia Rally2 evo | Toksport WRT 2             | WRC-2           | 3h18'36"8 | –          | 25       |
| 2. (9.)   | 28       | Jan Solans          | Rodrigo Sanjuan        | Citroën C3 Rally2      | -                          | WRC-2           | 3h19'04"8 | +28"0      | 18       |
| 3. (10.)  | 27       | Jari Huttunen       | Mikko Lukka            | Ford Fiesta Rally2     | M-Sport Ford WRT           | WRC-2           | 3h19'09"9 | +33"1      | 18       |
| 4. (11.)  | 27       | Chris Ingram        | Craig Drew             | Škoda Fabia Rally2 Evo | -                          | WRC-2           | 3h19'15"7 | +38"9      | 13       |
| 5. (12.)  | 34       | Sami Pajari         | Enni Mälkönen          | Škoda Fabia Rally2 Evo | -                          | WRC-2           | 3h20'15"3 | +1'38"5    | 10       |
| 6. (13.)  | 32       | Eerik Pietarinen    | Antti Linnaketo        | Volkswagen Polo GTI R5 | -                          | WRC-2           | 3h21'13"6 | +2'36"8    | 8        |
| 7. (14.)  | 38       | Emilio Fernández    | Axel Coronado          | Škoda Fabia Rally2 evo | -                          | WRC-2           | 3h22'01"9 | +3'25"1    | 6        |
| 8. (15.)  | 36       | Mikołaj Marczyk     | Szymon Gospodarczyk    | Škoda Fabia Rally2 Evo | -                          | WRC-2           | 3h24'03"8 | +5'27"0    | 4        |
| 9. (16.)  | 39       | Martin Prokop       | Michal Ernst           | Ford Fiesta Rally2     | -                          | WRC-2           | 3h25'52"8 | +7'16"0    | 2        |
| 10. (17.) | 45       | Freddy Loix         | Pieter Tsjoen          | Škoda Fabia Rally2 evo | -                          | WRC-2           | 3h28'15"8 | +7'16"0    | 1        |
| 11. (18.) | 25       | Yohan Rossel        | Valentin Sarreaud      | Citroën C3 Rally2      | PH Sport                   | WRC-2           | 3h28'48"2 | +10'11"4   | 2        |
| WRC-3     |          |                     |                        |                        |                            |                 |           |            |          |
| 1. (25.)  | 59       | Jan Černý           | Tomáš Střeska          | Ford Fiesta Rally3     | -                          | WRC-3           | 3h44'23"5 | –          | 25       |
| 2. (30.)  | 61       | Zoltán László       | Tamás Kürti            | Ford Fiesta Rally3     | -                          | WRC-3           | 3h48'47"6 | +4'24"1    | 18       |

| Principali ritiri | Principali ritiri | Principali ritiri | Principali ritiri | Principali ritiri      | Principali ritiri | Principali ritiri | Principali ritiri  | Principali ritiri |
| PS                | Nº                | Pilota            | Copilota          | Auto                   | Squadra           | Classe            | Causa              | Pos.              |
| ----------------- | ----------------- | ----------------- | ----------------- | ---------------------- | ----------------- | ----------------- | ------------------ | ----------------- |
| PS 13             | 20                | Andreas Mikkelsen | Torstein Eriksen  | Škoda Fabia Rally2 evo | Toksport WRT      | WRC-2             | Problemi meccanici | 8º                |
| PS 14             | 26                | Erik Cais         | Petr Těšínský     | Ford Fiesta Rally2     | Yacco ACCR Team   | WRC-2             | Incendio           | 19º               |
| PS 14             | 62                | Enrico Brazzoli   | Manuel Fenoli     | Ford Fiesta Rally3     | -                 | WRC-3             | Non specificata    | 35º               |
| PS 17             | 16                | Adrien Fourmaux   | Alexandre Coria   | Ford Puma Rally1       | M-Sport Ford WRT  | WRC               | Incidente          | 5º                |
| PS 17             | 31                | Bruno Bulacia     | Marc Martí        | Škoda Fabia Rally2 evo | -                 | WRC-2             | Non specificata    | 18º               |

Legenda
| Icona   | Note                                                                                     |
| ------- | ---------------------------------------------------------------------------------------- |
| WRC     | Equipaggio di classe Rally1 che può conquistare punti per il campionato costruttori.     |
| WRC     | Equipaggio di classe Rally1 che non può conquistare punti per il campionato costruttori. |
| WRC-2   | Equipaggio di classe RC2 registrato al campionato WRC-2.                                 |
| WRC-3   | Equipaggio di classe RC3 registrato al campionato WRC-3.                                 |
| WRC-3 J | Equipaggio di classe RC3 registrato al campionato WRC-3 Junior.                          |
|         | Ulteriori classificazioni                                                                |

### Prove speciali
| Frazione           | Prova | Ora   | Nome                                 | Lunghezza | Vincitori                         | Tempo            | Velocità media   | Leader del rally                  |
| ------------------ | ----- | ----- | ------------------------------------ | --------- | --------------------------------- | ---------------- | ---------------- | --------------------------------- |
| Frazione 1 (2 giu) | PS1   | 18:08 | Olbia-Cabu Abbas                     | 3,23 km   | Thierry Neuville Martijn Wydaeghe | 2'26"8           | 79,21 km/h       | Thierry Neuville Martijn Wydaeghe |
|                    |       |       |                                      |           |                                   |                  |                  |                                   |
| Frazione 2 (3 giu) | PS2   | 07:01 | Terranova 1                          | 14,19 km  | Elfyn Evans Scott Martin          | 9'22"7           | 90,78 km/h       | Elfyn Evans Scott Martin          |
| Frazione 2 (3 giu) | PS3   | 08:01 | Monti di Alà e Buddusò 1             | 24,7 km   | Esapekka Lappi Janne Ferm         | 15'06"4          | 98,1 km/h        | Esapekka Lappi Janne Ferm         |
| Frazione 2 (3 giu) | PS4   | 09:46 | Terranova 2                          | 14,19 km  | Dani Sordo Cándido Carrera        | 9'08"3           | 93,17 km/h       | Ott Tänak Martin Järveoja         |
| Frazione 2 (3 giu) | PS5   | 10:46 | Monti di Alà e Buddusò 2             | 24,7 km   | Dani Sordo Cándido Carrera        | 14'49"2          | 100 km/h         | Ott Tänak Martin Järveoja         |
| Frazione 2 (3 giu) | PS6   | 15:18 | Osilo - Tergu 1                      | 14,63 km  | Ott Tänak Martin Järveoja         | 9'29"7           | 92,45 km/h       | Ott Tänak Martin Järveoja         |
| Frazione 2 (3 giu) | PS7   | 16:01 | Sedini - Castelsardo 1               | 13,26 km  | Esapekka Lappi Janne Ferm         | 9'54"7           | 80,27 km/h       | Esapekka Lappi Janne Ferm         |
| Frazione 2 (3 giu) | PS8   | 17:48 | Osilo - Tergu 2                      | 14,63 km  | Prova cancellata                  | Prova cancellata | Prova cancellata | Esapekka Lappi Janne Ferm         |
| Frazione 2 (3 giu) | PS9   | 18:31 | Sedini - Castelsardo 2               | 13,26 km  | Prova cancellata                  | Prova cancellata | Prova cancellata | Esapekka Lappi Janne Ferm         |
|                    |       |       |                                      |           |                                   |                  |                  |                                   |
| Frazione 3 (4 giu) | PS10  | 07:36 | Tempio Pausania 1                    | 12,03 km  | Ott Tänak Martin Järveoja         | 9'57"9           | 72,43 km/h       | Ott Tänak Martin Järveoja         |
| Frazione 3 (4 giu) | PS11  | 08:36 | Erula - Tula 1                       | 15,27 km  | Ott Tänak Martin Järveoja         | 11'34"7          | 79,13 km/h       | Ott Tänak Martin Järveoja         |
| Frazione 3 (4 giu) | PS12  | 10:31 | Tempio Pausania 2                    | 12,03 km  | Craig Breen Paul Nagle            | 9'52"7           | 73,07 km/h       | Ott Tänak Martin Järveoja         |
| Frazione 3 (4 giu) | PS13  | 11:31 | Erula - Tula 2                       | 15,27 km  | Ott Tänak Martin Järveoja         | 11'26"2          | 80,11 km/h       | Ott Tänak Martin Järveoja         |
| Frazione 3 (4 giu) | PS14  | 13:38 | Coiluna - Loelle 1                   | 21,60 km  | Ott Tänak Martin Järveoja         | 13'44"6          | 94,3 km/h        | Ott Tänak Martin Järveoja         |
| Frazione 3 (4 giu) | PS15  | 14:46 | Monte Lerno di Pattada 1             | 17,01 km  | Ott Tänak Martin Järveoja         | 11'26"7          | 89,17 km/h       | Ott Tänak Martin Järveoja         |
| Frazione 3 (4 giu) | PS16  | 16:08 | Coiluna - Loelle 2                   | 21,60 km  | Ott Tänak Martin Järveoja         | 13'29"9          | 96,01 km/h       | Ott Tänak Martin Järveoja         |
| Frazione 3 (4 giu) | PS17  | 17:16 | Monte Lerno di Pattada 2             | 17,01 km  | Kalle Rovanperä Jonne Halttunen   | 11'18"3          | 90,28 km/h       | Ott Tänak Martin Järveoja         |
|                    |       |       |                                      |           |                                   |                  |                  | Ott Tänak Martin Järveoja         |
| Frazione 4 (5 giu) | PS18  | 08:10 | Cala Flumini 1                       | 12,55 km  | Ott Tänak Martin Järveoja         | 8'30"2           | 88,55 km/h       | Ott Tänak Martin Järveoja         |
| Frazione 4 (5 giu) | PS19  | 09:08 | Sassari - Argentiera 1               | 7,10 km   | Thierry Neuville Martijn Wydaeghe | 5'07"9           | 83,01 km/h       | Ott Tänak Martin Järveoja         |
| Frazione 4 (5 giu) | PS20  | 11:00 | Cala Flumini 2                       | 12,55 km  | Ott Tänak Martin Järveoja         | 8'23"2           | 89,79 km/h       | Ott Tänak Martin Järveoja         |
| Frazione 4 (5 giu) | PS21  | 12:18 | Sassari - Argentiera 2 (power stage) | 7,10 km   | Thierry Neuville Martijn Wydaeghe | 5'01"0           | 84,92 km/h       | Ott Tänak Martin Järveoja         |

### Power stage
PS21: Sassari - Argentiera 2 di 7,10 km, disputatasi domenica 5 giugno 2022 alle ore 12:18 (UTC+2).
| Pos. | No. | Pilota           | Co-pilota        | Auto                   | Squadra                    | Classe | Tempo  | Distacco | PP | PC |
| ---- | --- | ---------------- | ---------------- | ---------------------- | -------------------------- | ------ | ------ | -------- | -- | -- |
| 1    | 11  | Thierry Neuville | Martijn Wydaeghe | Hyundai i20 N Rally1   | Hyundai Shell Mobis WRT    | Rally1 | 5'01"0 | –        | 5  | 5  |
| 2    | 69  | Kalle Rovanperä  | Jonne Halttunen  | Toyota GR Yaris Rally1 | Toyota Gazoo Racing WRT    | Rally1 | 5'03"3 | +2"3     | 4  | 4  |
| 3    | 33  | Elfyn Evans      | Scott Martin     | Toyota GR Yaris Rally1 | Toyota Gazoo Racing WRT    | Rally1 | 5'04"1 | +3"1     | 3  | 3  |
| 4    | 4   | Esapekka Lappi   | Janne Ferm       | Toyota GR Yaris Rally1 | Toyota Gazoo Racing WRT    | Rally1 | 5'04"2 | +3"2     | 2  | -  |
| 5    | 18  | Takamoto Katsuta | Aaron Johnston   | Toyota GR Yaris Rally1 | Toyota Gazoo Racing WRT NG | Rally1 | 5'10"1 | +9"1     | 1  | 1  |

## Classifiche mondiali
Classifica piloti
| Pos. | Pos. | Pilota               | Punti |
| ---- | ---- | -------------------- | ----- |
| 1    |      | Kalle Rovanperä      | 120   |
| 2    |      | Thierry Neuville     | 65    |
| 3    | 1    | Ott Tänak            | 62    |
| 4    | 2    | Craig Breen          | 52    |
| 5    | 2    | Takamoto Katsuta     | 47    |
| 6    | 1    | Elfyn Evans          | 39    |
| 7    | 3    | Dani Sordo           | 34    |
| 8    | 1    | Sébastien Loeb       | 27    |
| 9    | 1    | Gus Greensmith       | 26    |
| 10   | 1    | Sébastien Ogier      | 19    |
| 11   | 4    | Pierre-Louis Loubet  | 18    |
| 12   | 1    | Esapekka Lappi       | 17    |
| 13   | 1    | Andreas Mikkelsen    | 12    |
| 14   | 1    | Oliver Solberg       | 8     |
| 15   | 1    | Yohan Rossel         | 7     |
| 16   | 6    | Nikolaj Grjazin      | 6     |
| 17   |      | Ole Christian Veiby  | 4     |
| 18   | 2    | Kajetan Kajetanowicz | 4     |
| 19   | 1    | Jari Huttunen        | 3     |
| 20   | 2    | Emil Lindholm        | 3     |
| 21   | 2    | Erik Cais            | 2     |
| 22   | 1    | Adrien Fourmaux      | 2     |
| 23   | N    | Jan Solans           | 2     |
| 24   | 1    | Egon Kaur            | 1     |

Classifica copiloti
| Pos. | Pos. | Pilota                 | Punti |
| ---- | ---- | ---------------------- | ----- |
| 1    |      | Jonne Halttunen        | 120   |
| 2    |      | Martijn Wydaeghe       | 65    |
| 3    | 1    | Martin Järveoja        | 62    |
| 4    | 2    | Paul Nagle             | 52    |
| 5    | 2    | Aaron Johnston         | 47    |
| 6    | 1    | Scott Martin           | 39    |
| 7    | 3    | Cándido Carrera        | 34    |
| 8    | 1    | Isabelle Galmiche      | 27    |
| 9    | 1    | Jonas Andersson        | 26    |
| 10   | 1    | Benjamin Veillas       | 19    |
| 11   | 4    | Vincent Landais        | 18    |
| 12   | 1    | Janne Ferm             | 17    |
| 13   | 1    | Torstein Eriksen       | 12    |
| 14   | 1    | Elliott Edmondson      | 8     |
| 15   |      | Valentin Sarreaud      | 7     |
| 16   | 6    | Konstantin Aleksandrov | 6     |
| 17   |      | Stig Rune Skjærmoen    | 4     |
| 18   | 2    | Maciej Szczepaniak     | 4     |
| 19   | 1    | Mikko Lukka            | 3     |
| 20   | 2    | Reeta Hämäläinen       | 3     |
| 21   | 2    | Petr Těšínský          | 2     |
| 22   | 1    | Alexandre Coria        | 2     |
| 23   | N    | Rodrigo Sanjuan        | 2     |
| 24   | 1    | Silver Simm            | 1     |

Classifica costruttori WRC
| Pos. | Pos. | Squadra                    | Punti |
| ---- | ---- | -------------------------- | ----- |
| 1    |      | Toyota Gazoo Racing WRT    | 200   |
| 2    |      | Hyundai Shell Mobis WRT    | 161   |
| 3    |      | M-Sport Ford WRT           | 120   |
| 4    |      | Toyota Gazoo Racing WRT NG | 53    |